# Calosoma dietzi
Calosoma dietzi är en skalbaggsart som beskrevs av Schaeffer. Calosoma dietzi ingår i släktet Calosoma och familjen jordlöpare. Inga underarter finns listade i Catalogue of Life.